# Éric Lapointe
 (septembre 2020).
Pour les articles homonymes, voir Éric Lapointe (homonymie) et Lapointe.
Éric Lapointe, né le 28 septembre 1969 à Pointe-aux-Trembles, est un auteur-compositeur-interprète québécois. Il se fait connaître en 1994 avec son album Obsession, dont les extraits Terre Promise, N'importe quoi et Marie Stone deviennent des succès.
Lapointe est le premier  artiste québécois (francophone) masculin à franchir le cap du million d'exemplaires vendus au Québec. Il a également reçu une mention parlementaire.
Son groupe est composé de Martin Bolduc à la basse, Rick Bourque à la batterie, Bruce Cameron au clavier, de Steve Hill (pendant une bonne partie de la tournée Ma Peau), Myc Myette, Deno Amodeo et Stéphane Dufour à la guitare et Rosa Laricchiuta comme choriste.
Il a également fait plusieurs apparitions au cinéma. Il est depuis 2014 coach dans l’émission La Voix, version québécoise de The Voice.
Le surnom "Ti-Cuir" lui a été attribué lors de la création aux FrancoFolies du spectacle Le Vent, la Mer, le Roc en 2003. Les artistes Daniel Boucher, Kevin Parent et Lapointe se sont donné les surnoms : Ti-Doux (Daniel Boucher), Ti-Queue (Kevin Parent) et Ti-Cuir (Éric Lapointe).

## Biographie

### Famille et enfance (1969-1985)
Éric Lapointe naît le 28 septembre 1969 à Pointe-aux-Trembles, municipalité maintenant annexée à Montréal. Il est le plus âgé de trois enfants. Il a deux frères, Marc et Hugo. Hugo Lapointe est également auteur-compositeur-interprète et commencera en tant que technicien dans le groupe de son frère.
Enfant, la famille Lapointe est souvent amenée à déménager. Leur père, Serge, est en effet gestionnaire dans la chaîne de magasins Zellers et son travail l’oblige à déménager régulièrement. Ainsi, à l’âge de 16 ans, Éric Lapointe a déjà effectué 13 déménagements[réf. souhaitée]. Durant son enfance, il a donc du mal à se faire des amis, et devient timide et réservé. Il reste très proche de sa mère, Doris Lapointe.
À l’âge de 9 ans, Éric Lapointe demande à son père de lui acheter une guitare en plastique qu’il a vu dans le catalogue de la chaîne de magasins Sears. À la place, son père lui offrira une vraie guitare et le petit Éric commencera à apprendre à jouer de la guitare dès l'âge de 9 ans, grâce à son oncle, lui aussi musicien. Il écrit sa première chanson à l’âge de 10 ans. À 15 ans, il monte pour la première fois sur une scène à Sherbrooke et y interprétera une chanson de Francis Cabrel.

### Début de carrière et découverte (1986-1993)
À l’âge de 18 ans, Lapointe rejoint le Parti québécois, un parti politique qui préconise l’indépendance du Québec et la protection de la langue française. Il est repéré par Yves-François Blanchet, jeune gérant d'artistes et futur homme politique et président de l’Association québécoise de l'industrie du disque, du spectacle et de la vidéo (ADISQ), qui gérera désormais sa carrière.
À 20 ans, Lapointe écrit sa première chanson et son premier single N’importe quoi, dont les paroles ont été écrites par Roger Tabra. Bien que n’ayant pas beaucoup d’argent, il organise des concerts dans des bars afin d’être repéré par un label. Un soir alors qu’il joue dans un bar nommé Club Soda, il est repéré par Patrice Duchesne, un représentant du label Disques Gamma. Impressionné par son talent et sa voix rauque et mélodieuse, il lui offre son premier contrat. Le label l’aidera à produire son premier album, Obsession, qui sortira en 1994 et le propulsera sur le devant de la scène.

### Percée musicale (1994-1995)
En 1994 sort Obsession. Cet album, qui sera certifié disque de platine avec plus de 225 000 copies vendues, est notamment porté par son second single Terre Promise. En effet, initialement les radios boudent l’artiste et refusent de passer son album sur leurs ondes, pas habituées au ton de la voix de Lapointe. Cependant, le succès de l’album et la base de fans qui se constituent poussent les radios à changer d’avis.
Le 12 août 1994, Lapointe joue devant plus de 45 000 personnes à Montréal. En 1995, les Rolling Stones l’invitent à faire leur première partie pour leurs deux concerts de Paris durant la tournée Voodoo Lounge Tour en compagnie de Bon Jovi. Il fera également leur première partie, en compagnie de Florent Pagny, lors du festival FrancoFolies à La Rochelle.
Nommé dans cinq catégories, il remporte le Félix de la Découverte de l’année et de l’album Rock au Gala de l’ADISQ 1995. Il est également le premier artiste à recevoir une même année deux Prix Miroir du Festival d’été international de Québec (Choix du Public et Meilleure prestation scénique). Il reçoit également le Prix des radios francophones du Monde pour la chanson de l’année pour son titre Terre Promise.

### Succès subséquent et collaboration avec le cinéma (1996-2009)
Lapointe et son groupe vont alors enchaîner les succès au fil des ans. En 1996, il sort son second album Invitez les Vautours, qui sera vendu à plus de 180 000 copies. Trois ans plus tard, il réitère avec À l’ombre de l’ange (225 000 copies vendues).
Son style ultra-énergique sur scène et le ton de sa voix l’amène en 2002 à sortir Adrénaline, un double album live de 25 chansons, parmi lesquelles une douzaine de chansons inédites et de reprises, dont Ma gueule de Johnny Hallyday. Cet album sera vendu à plus de 200 000 exemplaires.
Il sera encore consacré avec le Félix d’album Rock de l’année pour chacun de ses albums. Lapointe s’offre une grande collection de numéros un dans de nombreux palmarès au Québec.
En 1997, Lapointe publie un album qui comprend deux singles : Les Boys et Le Screw (cette dernière est une reprise de l’album de Richard Desjardins, qui fut écrite pour le film Le Party). La première chanson est une création originale du chanteur et est la chanson thème du film du même nom, sorti en 1997 au Québec, qui met en avant une équipe de hockey. L’album s’écoulera à plus de 15 000 copies, ce qui en fait un très bon succès pour une bande originale.
Lapointe créera également en 1998 la bande originale du film Les Boys II (2 chansons inédites) écoulée à plus de 25 000 copies en 6 semaines.
En 2001, Lapointe tiendra le rôle de Bruno, dans le film Les Boys 3. Il enchaîne avec sur bande sonore 7 chansons inédites dont Le Boys Blues Band en collaboration avec Patrick Huard, Rémy Girard, Serge Thériault, Roc Lafortune, France d'Amour et Dominique Philie, monte au numéro 1 au Palmarès pendant plusieurs semaines. L'album franchira 35 000 ventes.
En 2004, son ex-conjointe porte plainte contre le chanteur pour voies de fait armées. Présentant des blessures puis transportée à l’hôpital, elle accuse le chanteur de violences conjugales. Lapointe sera arrêté quelques heures plus tard mais sera blanchi au bout de quelques jours, la plaignante étant alors accusée de faux témoignage et d’entrave à la justice.
Ironiquement, c’est au cœur de la tourmente que sort Coupable, cinquième album d’Eric Lapointe, le 1er novembre 2004 et quelques jours seulement après cette grossière erreur judiciaire. Certifié disque de platine quelques semaines après son lancement, l’album comporte 10 chansons, pour 10 ans de carrière. En 12 ans de carrière, ses cinq premiers albums sont donc certifiés disques de platine et se seront écoulés à plus de 900 000 exemplaires.
En 2005, il apparaîtra également à l’écran dans le rôle de Johnny « Le Chat » Charland dans la série policière québécoise Le Négociateur, un criminel inspiré de Richard Blass, criminel canadien notoire soupçonné de 21 meurtres. La série sera diffusée sur la chaîne canadienne TVA en 2005 et 2006.
En 2006, Lapointe sort une compilation de 17 de ses plus belles chansons, Lapointe 1994-2006 : N’importe qui. Le coffret comporte également un DVD où figurent 22 clips-vidéos. Cette compilation sera une nouvelle fois très bien accueillie par le public.
En 2007 il reprend le rôle de Bruno dans la série télévisée Les Boys. Elle dure 5 saisons et la diffusion s’arrête en 2012.
En 2008, Lapointe sort son 5e album studio, Ma peau. La pochette de l’album est couverte d’une gravure métallique représentant un serpent, un tatouage qu’arbore Eric Lapointe. Le titre de l’album fait donc physiquement allusion à la peau du chanteur. Il y effectue des collaborations avec Michel Rivard, Louise Forestier, Daniel Lavoie, Luc Plamondon, Roger Tabra, Éric Valiquette et Jamil. On y retrouve également de nouveaux musiciens : Spencer & Hill, Mic Myette, Bruce Cameron et Dan Georgesco. Aussi cette année, il collabore avec Sans Pression sur leur album rap La Tendance Se Maintient avec la chanson Loadé comme un gun.
En 2009, Lapointe sort deux nouvelles compilations (Ailleurs vol. 1 en avril, Ailleurs vol. 2 en novembre). Reprenant divers collaborations du chanteur (Céline Dion, Isabelle Boulay, Garou, Dan Bigras, Nanette Workman), les albums comportent également plusieurs chansons inédites.

### Projets musicaux,La Voixet autre (2010-présent)
Le 30 novembre 2010 sort Le ciel de mes combats, 6e album studio du chanteur regroupant 12 chansons dont 10 originales. Les thèmes abordés vont de l’amitié à l’amour en passant par le suicide. Pour la pochette de l’album, Lapointe a fait appel au peintre Corno afin de faire un portrait de lui.
En 2011, Lapointe collabore avec l’Orchestre Symphonique de Montréal et sort Lapointe Symphonique. Le 24 juin 2011, il interprète la chanson Loadé comme un gun lors d'un spectacle célébrant la fête nationale du Québec au parc Maisonneuve. En 2013, Jour de nuit est le 7e album studio de Lapointe.
De 2014 jusqu'à 2019, Éric Lapointe est l’un des quatre coachs de l’émission La Voix, version québécoise de The Voice. Alors que la saison 7 est achevée, Lapointe quitte son poste de juge subitement pour une raison inconnue, mais quelques jours plus tard des accusations de voie de fait sont portées envers le chanteur.
En 2020, alors en pleine pandémie de Covid-19, il lance la chanson À l'abri du monde entier. La même année, Éric Lapointe devait participer aux spectacles de la fête nationale à Trois-Rivières et en Ontario mais les accusations de voie de fait ont poussé les organisateurs des événements à annuler sa présence.
Toujours en 2020, il plaide coupable à une accusation de voies de fait à l'endroit d'une femme.
Il est également accusé d'inconduites sexuelles sur la page Facebook Hyènes en jupons lors de la vague de dénonciations de 2020. Il sera finalement innocenté et versera un montant non dévoilé au public à la femme en question ayant fait appel d’accusation.
Aujourd’hui, Lapointe reprend du service avec un nouvel album à son actif. Les festivals, les concerts et la vie d’artiste reprend peu à peu pour le chanteur québécois, maintenant papa et très proche de ses enfants.

## Discographie

### Albums
- 1994 : Obsession
- 1996 : Invitez les vautours
- 1999 : À l'ombre de l'ange
- 2004 : Coupable
- 2008 : Ma peau
- 2010 : Le Ciel de mes combats
- 2013 : Jour de nuit
- 2018 : Délivrance
- 2021 : L'entracte
- 2023 : Je marche dans ma vie

### Compilations
- 2002 : Adrénaline
- 2006 : N'importe qui
- 2009 : Ailleurs - Volume 1
- 2009 : Ailleurs - Volume 2
- 2011 : Lapointe symphonique: Éric Lapointe et l'OSM

### Bandes sonores
- 1998 : Les Boys/Le Screw
- 1998 : Les Boys II
- 2001 : Les Boys III
- 2006 : Bon Cop Bad Cop

### Autres chansons
- Sexcite-moi avec Dubmatique (tiré de Influences)
- À toi (tiré de Salut Joe!)
- Alléluia (de l'album Les Boys II)
- Alléluia (Instrumentale) (de l'album Les Boys II)
- Ayoye!
- Chasse-Galerie avec Claude Dubois et Garou (tiré de Duos Dubois)
- La Berceuse à l'infidèle (de l'album Le Ciel de mes combats)
- Le Boys Blues Band (de l'album Les Boys III)
- Le Pitbull s'en vient (de l'album Les Boys III)
- Le Screw (de l'album Les Boys)
- Les Boys (de l'album Les Boys)
- L'exil (de l'album Serge Fiori: Un musicien parmi tant d'autres)
- Le Matou Dégriffé (tiré de Annie et ses hommes)
- Les uns Contre les Autres(tiré de Loft Story)
- Folle de Nuit (tiré de Fiori, un musicien parmi tant d'autres)
- Papa, pourquoi tu cries? (écrite en collaboration avec Roger Tabra)
- Mal d'avoir fait mal
- Loadé comme un gun avec Sans Pression (tiré de La Tendance Se Maintient)
- Rocket (On est tous des Maurice Richard) (de l'album Les Boys II)
- Rocket (On est tous des Maurice Richard) (Instrumentale) (de l'album Les Boys II)
- Tattoo (de l'album Bon Cop, Bad Cop)
- Tattoo (Instrumentale) (de l'album Bon Cop, Bad Cop)
- Caruso avec Natalie Choquette (tiré de Diva Luna)
- Loup Blanc avec Florent Vollant
- Une chance qu'on s'a (tiré de Le Petit Roi)
- Un homme ça pleure aussi avec Dan Bigras
- Avec le Temps avec Mario Pelchat
- C'était l'hiver Groupe de Pamplemousse
- La Boheme avec Isabelle Boulay
- L'héroïne de cette histoire avec Isabelle Boulay
- Patof Blou avec les Porn Flakes
- Ville-Marie hymne a Montréal pour la série Montréal-Québec
- War is Over
- I want you, I need you, I love you(tiré de Top CD)
- Ailleurs avec Marjo sur (tiré de Marjo et ses hommes)

## Certifications
| Année | Disque                         | Pays   | Certification | Ventes certifiées |
| ----- | ------------------------------ | ------ | ------------- | ----------------- |
| 1994  | Obsession                      | Canada | 2 × Platine   | 225 000           |
| 1996  | Invitez les vautours           | Canada | 1 × Platine   | 180 000           |
| 1999  | À l'ombre d'un ange            | Canada | 2 × Platine   | 225 000           |
| 2002  | Adrénaline - Compilation Album | Canada | 1 × Platine   | 160 000           |
| 2004  | Coupable                       | Canada | 1 × Platine   | 100 000           |
| 2008  | Ma peau                        | Canada | 1 × Platine   | 100 000           |
| 2010  | Le ciel de mes combats         | Canada |               |                   |
| 2013  | Jour de nuit                   | Canada |               |                   |
| 2018  | Délivrance                     | Canada | 1 × Or        | 40 000            |

## Filmographie
- 2001 : Les Boys 3 - Bruno
- 2005 - 2008 : Le Négociateur - Le Chat
- 2009 : La Petite Vie (émission spéciale Noël Story) - Lui-même

## Lauréats et nominations

### Gala de l'ADISQ
| Année | Catégorie                                            | Pour                            | Résultat   |
| ----- | ---------------------------------------------------- | ------------------------------- | ---------- |
| 1995  | album de l'année - meilleur vendeur                  | Obsession                       | nomination |
| 1995  | album de l'année - rock                              | Obsession                       | lauréat    |
| 1995  | découverte de l'année                                | Éric Lapointe                   | lauréat    |
| 1995  | interprète masculin de l'année                       | Éric Lapointe                   | nomination |
| 1995  | spectacle de l'année - auteur-compositeur-interprète | Lapointe                        | nomination |
| 1997  | album de l'année - rock                              | Invitez les vautours            | nomination |
| 1997  | interprète masculin de l'année                       | Éric Lapointe                   | nomination |
| 1997  | spectacle de l'année - auteur-compositeur-interprète | Invitez les vautours            | nomination |
| 1999  | chanson populaire de l'année                         | Rien à regretter                | nomination |
| 1999  | interprète masculin de l'année                       | Éric Lapointe                   | nomination |
| 2000  | album de l'année - meilleur vendeur                  | À l'ombre de l'ange             | lauréat    |
| 2000  | album de l'année - rock                              | À l'ombre de l'ange             | lauréat    |
| 2000  | chanson populaire de l'année                         | Mon ange                        | nomination |
| 2000  | interprète masculin de l'année                       | Éric Lapointe                   | nomination |
| 2000  | spectacle de l'année - auteur-compositeur-interprète | À l'ombre de l'ange             | lauréat    |
| 2000  | vidéoclip de l'année                                 | Mon ange                        | lauréat    |
| 2001  | chanson populaire de l'année                         | Ma gueule                       | nomination |
| 2002  | album de l'année - rock                              | Adrénaline                      | lauréat    |
| 2002  | chanson populaire de l'année                         | Qu'est-ce que ça peut ben faire | nomination |
| 2002  | interprète masculin de l'année                       | Éric Lapointe                   | nomination |
| 2002  | spectacle de l'année - auteur-compositeur-interprète | Adrénaline                      | nomination |
| 2002  | vidéoclip de l'année                                 | Qu'est-ce que ça peut ben faire | nomination |
| 2003  | chanson populaire de l'année                         | Un beau grand slow              | nomination |
| 2003  | interprète masculin de l'année                       | Éric Lapointe                   | nomination |
| 2003  | vidéoclip de l'année                                 | Un beau grand slow              | nomination |
| 2005  | album de l'année - rock                              | Coupable                        | nomination |
| 2008  | album de l'année - rock                              | Ma peau                         | nomination |
| 2008  | chanson populaire de l'année                         | 1500 miles                      | nomination |
| 2009  | chanson populaire de l'année                         | 1500 miles                      | nomination |
| 2011  | album de l'année - meilleur vendeur                  | Le ciel de mes combats          | nomination |
| 2011  | album de l'année - rock                              | Le ciel de mes combats          | lauréat    |
| 2011  | chanson populaire de l'année                         | Jusqu'au bout                   | nomination |
| 2011  | interprète masculin de l'année                       | Éric Lapointe                   | lauréat    |
| 2012  | interprète masculin de l'année                       | Éric Lapointe                   | nomination |
| 2014  | album de l'année - meilleur vendeur                  | Jour de nuit                    | nomination |
| 2014  | album de l'année - rock                              | Jour de nuit                    | lauréat    |
| 2014  | interprète masculin de l'année                       | Éric Lapointe                   | nomination |
| 2018  | album de l'année - meilleur vendeur                  | Délivrance                      | nomination |
| 2019  | album de l'année - meilleur vendeur                  | Délivrance                      | nomination |
| 2019  | album de l'année - rock                              | Délivrance                      | lauréat    |
| 2019  | interprète masculin de l'année                       | Éric Lapointe                   | nomination |

### Prix Juno[29]
| Année | Catégorie                       | Pour          | Résultat   |
| ----- | ------------------------------- | ------------- | ---------- |
| 1995  | meilleur nouvel artiste solo    | Éric Lapointe | nomination |
| 1995  | album francophone le plus vendu | Obsession     | nomination |